# Hubert Auer (Fußballspieler)
Hubert Auer (* 19. Dezember 1981) ist ein österreichischer Fußballtorwart, der gegenwärtig als Torwarttrainer bei der SV Ried unter Vertrag steht.

## Karriere
Auer begann seine Karriere bei den BSV Juniors Villach, von dort wechselte er über den FC Kärnten und FC Lustenau 07 zum SV Ried. Sein Bundesligadebüt gab der Ersatztorhüter von Thomas Gebauer am 5. Mai 2010 bei der 1:3-Niederlage gegen den SV Mattersburg. Am Ende der Saison 2010/11 wurde er mit der SV Ried österreichischer Pokalsieger.
Nachdem sein Vertrag bei Ried nicht verlängert worden war, war Auer nach dem Cupsieg vereinslos. Er wurde am 19. September 2011 vom SV Grödig verpflichtet, da die Salzburger nach einer schweren Verletzung von Stammtorhüter Georg Blatnik dringend Ersatz benötigten. Nachdem Auer nur zwei Ligaeinsätze für sich verbuchen konnte, verlängerte er seinen auslaufenden Vertrag nicht und wurde stattdessen Torwarttrainer bei der SV Ried.

## Erfolge
- österreichischer Pokalsieger 2011